# Bagassi (departamento)
Bagassi é um departamento ou comuna da província de Balé no Burkina Faso. A sua capital é a cidade de Bagassi.
Em 1 de julho de 2018 tinha uma população estimada em 45464 habitantes.